# جائزة فلسطين للفنون
جائزة فلسطين للفنون هي واحدة من جوائز دولة فلسطين في الآداب والفنون والعلوم الإنسانية التي يمنحها رئيس دولة فلسطين سنويًا للمبدعين وذلك في مجال الفنون.

## تفاصيل الجائزة
تتكون جائزة فلسطين للفنون من العناصر التالية:
- الشعار.[1]
- شهادة تقديرية.[1]
- ميدالية تذكارية.[1]
- مكافأة نقدية قيمتها 10000 دولار أمريكي.[1]

## حائزون على الجائزة
- للعام 2023: الفنان التشكيلي "عبد الهادي شلا"، والخطاط "ساهر الكعبي".[2]
- للعام 2022: غنام غنام، ومحمد الجالوس.[3]

- للعام 2021: لطيفة يوسف.[4]

- للعام 2020: محمّد نصر الله.[5]

- للعام 2019: عبد عابدي، وخالد حوراني.[6]

- للعام 2017: عدنان يحيى.[7]

- للعام 2015: الثلاثي جبران.[8]